# Cap Bathurst
Pour les articles homonymes, voir Bathurst.
Le cap Bathurst est un cap situé à l'extrême nord des Territoires du Nord-Ouest, au Canada. Il constitue la partie continentale (non insulaire) de ce territoire la plus élevée en latitude.

## Localisation
La cap Bathurst est situé par 70° 34′ 42" de latitude nord et par 128° 04′ 57" de longitude ouest.

## Historique
Le cap est découvert en 1826 par John Richardson.
Le premier visiteur francophone est le missionnaire Émile Petitot, qui le relève en 1862, ainsi que l'île Baillie (en) située juste en face.

## Description
Le cap Bathurst constitue l'extrémité sud de la ligne imaginaire séparant la mer de Beaufort (plus précisément la baie de Liverpool), à l'ouest, du passage du Nord-Ouest (plus précisément la baie Franklin (en)), à l'est.
Les Smoking Hills constituent la partie la plus originale du cap. Situées sur la côte orientale de la péninsule, ce sont des roches contenant une couche de pyrite dont l'oxydation, à proximité de matières carbonées, produit une combustion lente et ininterrompue depuis leur découverte.

## Faune et flore
Le cap Bathurst est connu pour abriter une très importante harde de caribous, dont la population est estimée en l'an 2000 à 15 000 individus selon certaines sources. D'autres sont beaucoup plus pessimistes : 19 300 individus en 1990, estimation qui tombe à 2 400 individus en 2005, à 1 900 individus en 2009, pour remonter à 2 400 individus en 2012.

## Le cap Bathurst dans la culture
Le cap Bathurst est un élément-clé du roman de Jules Verne « Le Pays des fourrures ». Dans cette œuvre, le romancier français imagine que toute la presqu'île qui se termine par le cap n'est pas sur la terre ferme, mais posée sur un énorme glaçon, qui est séparé de la terre à la suite d'un séisme.